# 靖康
靖康（1126年—1127年6月11日）是宋钦宗的年号，也是北宋的最后一个年号。北宋使用靖康这个年号一共2年。1127年4月20日—5月23日，张邦昌称楚帝之时，未改元，仍称“靖康二年”。

## 年號含義
有安定富足之意。

## 改元
- 宣和八年——正月一日，改元為靖康元年。[3][4]
- 靖康二年——五月一日，改元為建炎元年。[5][6][7]

## 大事记

### 靖康之变
自澶淵之盟後，北宋每年需要向遼進貢十萬兩銀歲幣。雖然其對北宋并非巨大經濟壓力，但宮內反對聲依然強烈。於是宋徽宗與金國建立海上之盟，聯合攻遼。同盟中，金發現北宋的軍力孱弱，動生攻打北宋之意。
宣和七年（1126年），金軍攻打北宋，宋徽宗倉促將位子讓給宋欽宗趙桓，年號沿用。

### 與金乞和
宋欽宗向金求和，金提出了四大條件：
1. 宋給金朝廷黃金五百萬兩、銀五千萬兩、緞百萬匹、牛馬萬頭
2. 宋尊稱金為伯父
3. 派親王、宰相為人質
4. 割讓太原、中山、河間三鎮予金。欽宗答應，金人退回北方，宋徽宗亦返回首都東京汴梁。

### 北宋滅亡
靖康2年正月，宋欽宗被金人軟禁。二月六日，宋欽宗被金人廢為庶人，北宋滅亡。

## 紀年農曆對照表
表格中各月的干支即為各月的第1日，「大」表示該月有30日，「小」表示該月有29日，「閏月」表格中的中文數字表示該年為閏某月（比如「十一壬辰」裡有中文數字「十一」，即表示該行所在年份有閏十一月），各月初一底下的數字表示對應的西曆日期。
| 西元   | 干支 | 紀年     | 正月   | 二月   | 三月   | 四月   | 五月   | 六月   | 七月   | 八月   | 九月   | 十月   | 十一月 | 十二月    | 閏月       |
| ------ | ---- | -------- | ------ | ------ | ------ | ------ | ------ | ------ | ------ | ------ | ------ | ------ | ------ | --------- | ---------- |
| 1126年 | 丙午 | 靖康元年 | 丁卯大 | 丁酉大 | 丁卯大 | 丁酉小 | 丙寅大 | 丙申小 | 乙丑小 | 甲午大 | 甲子小 | 癸巳小 | 壬戌大 | 壬戌小    | 十一壬辰大 |
| 1126年 | 丙午 | 靖康元年 | 1/25   | 2/24   | 3/26   | 4/25   | 5/24   | 6/23   | 7/22   | 8/20   | 9/19   | 10/18  | 11/16  | 1127/1/15 | 12/16      |
| 1127年 | 丁未 | 靖康二年 | 辛卯大 | 辛酉大 | 辛卯小 | 庚申大 |        |        |        |        |        |        |        |           |            |
| 1127年 | 丁未 | 靖康二年 | 2/13   | 3/15   | 4/14   | 5/13   |        |        |        |        |        |        |        |           |            |

## 同期存在的其他政权年号
- 中國
  - 延慶（1124年－1133年）：西遼—德宗耶律大石之年號
  - 天會（1123年－1137年）：金—金太宗吳乞買、金熙宗完颜亶之年號
  - 元德（1119年－1126年）：西夏—夏崇宗李乾順之年號
  - 正德（1127年－1134年）：西夏—夏崇宗李乾順之年號
  - 嘉永（1122年－1128年）：大理—段正嚴之年號
- 日本
  - 天治（1124年－1126年）：崇德天皇之年号
  - 大治（1126年－1131年）：崇德天皇之年号
- 越南
  - 天符睿武（1120年－1126年）：李朝—李乾德之年號
  - 天符慶壽（1127年）：李朝—李乾德之年號

## 深入閱讀
- 李崇智. . 北京: 中華書局. 2004年12月. ISBN 7101025129.
- 鄧洪波. . 臺北: 國立臺灣大學東亞經典與文化研究計劃. 2005年3月  [2021-11-19]. ISBN 9789860005189. （原始内容 (pdf)存档于2007-08-25）.

| 前一年號： 宣和 | 北宋年号 靖康 | 下一年號： 南宋：建炎 |